# Sielachy (rejon wołkowyski)
Sielachy (biał. Селяхі, ros. Селяхи) – wieś na Białorusi, w sielsowiecie Subacze, w rejonie wołkowyskim obwodu grodzieńskiego.
Wieś szlachecka położona była w końcu XVIII wieku w powiecie wołkowyskim województwa nowogródzkiego. 
W XIX w. wieś znajdowała się w gminie Wilczuki w powiecie wołkowyskim guberni grodzieńskiej. 
Po II wojnie światowej w granicach ZSRR i od 1991 r. w niepodległej Białorusi.